# Salvador Chuliá Hernández
Salvador Chuliá Hernández (Catarroja, Valencia, 19 de mayo de 1944-5 de agosto de 2025) fue un músico, compositor y director de orquesta español.

## Biografía
Inició su formación musical con su tío, y en la Sociedad Musical L'Artesana de Catarroja. Posteriormente estudió solfeo, saxofón, piano, armonía, contrapunto y fuga, composición y dirección orquestal en los conservatorios de Valencia y Murcia, obteniendo la titulación superior en saxofón, armonía, composición y dirección de orquesta.
Ha sido director de las bandas de música de la Sociedad Musical de Benifayó, de la Unión Artística Musical de Navajas, de "La Artesana" de Catarroja y de la Academia General del Aire, en San Javier (Murcia). También fundó y dirigió el Grupo de Metales Catedralicios de Valencia.
En el campo de la composición, ha sido autor de más de cuatrocientas obras entre las que se encuentran para orquesta, banda, formaciones de cámara y vocales. Composiciones suyas han sido premiadas en diversos concursos: "Ciudad de Torrevieja" 1983, "Onda" 1981, "Joan Senent Ibáñez" 1977, "Villa de Almussafes" y Juegos Florales de Paterna 1974 y seleccionadas como obras de competición en concursos como: "Concurso International de trompeta" de París y en el de Habaneras y Canción Polifónica de Torrevieja.
Su dedicación a la pedagogía de la música se ha manifestado en dos vertientes: en el Conservatorio Municipal de Música José Iturbio de Valencia, del que fue profesor y, desde 1993, director, y como autor de varios textos para enseñanza musical.
Fue miembro de número desde su fundación de la Academia de las Artes y las Ciencias de la Música. También presidió durante diez años (1995-2005) la Asociación de Compositores Sinfónicos Valencianos (COSICOVA) y en 2011 fue nuevamente elegido por un mandato de cuatro años. En 2007 fue profesor de composición y director del Conservatorio Profesional de Música José Iturbi de Valencia, y fue elegido académico de número de la Real Academia de Cultura Valenciana, con la medalla 24, el 25 de octubre de 2012, que unos años antes ya la había distinguido con el premio dirección.
En 2009 fue homenajeado por el ayuntamiento de Llíria, en el marco del Festival de Bandas. En 2010 recibió el premio "Lira de Oro" de la "Sociedad Musical Poblados Marítimos", de Valencia.
En 2010 y 2011 hubo acusaciones públicas de favoritismo de Salvador Chuliá, padre y director del conservatorio, hacia su hijo Vicente Francisco en tanto que profesor y director de la banda del conservatorio, así como por el uso de las instalaciones del centro para actividades musicales privadas de forma supuestamente irregular.

## Obras

### Obra sinfónica
- A la festa de les falles (2010), poema sinfónico
- Al maestro Serrano: gran fantasía sinfónica (1974), para orquesta
- Concierto nº 1: para oboe y orquesta (1974)
- Concert pour Maurice André (1995), para trompeta y orquesta
- Díptico sinfónico (1987), para banda
- Fanfarria para tres amigos (2006), para orquesta. Dedicada a Maurice André, Nicolás André y Ernesto Chuliá
- Fantasía concertante (2006), para trompeta y orquesta. Obra de encargo para el Concours de Trompette Maurice André
- Homenaje a Juan Luis Vives (1993)
- Moments d'orgue (1987)
- Naskigo: estampa musical (1994), para orquesta sinfònica; no hay versión para voz y orquesta (Naskiĝo, Naixement en esperanto)
- Navajas 2006 (fantasía), para orquesta
- Remembrança del Corpus Valencià (1991)
- Sinfonía Mediterránea (2008), para orquesta sinfònica, dedicada a Salvador Giner Vidal
- Sonata en Do (1976), para orquesta
- Suite per a metalls i orgue (1983)
- Tríptico elegíaco para un percusionista (1990), para orquesta sinfónica. Dedicado a su hijo Salvador (fallecido prematuramente).

### Música de cámara
- A los hermanos Clemente (2014), para piano
- A Mari Carmen (1964), para voz y piano
- A María Dolores (2014), para piano
- Adagio sentimental (1974), para oboè y piano
- Al beato Juan Pablo II (2011), para orquesta de cámara
- Al doctor Monleón - Deus visus- (2012), fantasia para piano
- Amoretes (1982), para oboè y piano
- Cant de deslliurança (1998)
- Concierto katabático (2004), para trompa y piano
- Conciertos para trompeta y órgano, estudis. Comprenden: Jugueteando (2012); Els valencians (2014); Díptic per a Joaquín y Ernesto (2014); Breve fantasía; DoMiSi; Mosaico valenciano (2014); Introducción y polca (1992); Els educandos
- Contrastes (2000), encargo para el Concurso internacional de trompeta de Benidorm
- Danzas politonales (1983), para terceto de clarinetes.
- Euterpe (1982), para piano. Versión para quinteto de viento (flauta, oboe, clarinete, fagot y trompa), del 1995.
- Fantasía para fliscorno y piano
- Festival para trompeta y órgano (1988), suite)
- Homenaje a José Iturbi (1995), fantasia para piano
- Homenaje a mi padre (2014), para un conjunto instrumental
- Iberbrass (1998), suite para quinteto de metal
- Intimismos (2007), para trompeta y conjunto de cuerda
- Introducción y habanera (2012), para violín, trompeta y fagot
- Moviments per a piano (1990)
- Pago de la Jaraba (2012), suite para piano
- Para Blanca (2004), para violín y piano
- Pensamiento y añoranza (2013), para violín y piano
- Un preludio y tres sketch (2006), para quinteto de metal
- Preludio-homenaje (2002), para guitarra. Dedicado a Francesc Tàrrega en su ciento quincuagésimo aniversario
- La Seu (1982), fantasia para tres trompetas, tres trombones y órgano
- Simbolismos (2002), para marimba
- Solemnidad religiosa (2011), para orquesta de cámara.

### Música vocal
- A la placeta del meu poble (1978)
- Al bon Jesuset (1978)
- A ti, Señor (1981)
- Bautismos que no bautizan (1993)
- Cançó de primavera (1978)
- Cant de pau (1983)
- Díptico (1998), sobre poemas de san Juan de la Cruz (Llama de amor viva y Tras de un amoroso lance)
- Duerme mi niño (Canción de cuna) (1993), para soprano y piano
- Habanera (1984)
- Jesuset (1978)
- Missa d'infants (2006), para coro
- Navidad en Belén (2011)
- Niño Daniel, canción de cuna (1999), para voz y piano
- Petenera andaluza (1998), sobre un poema de Federico García Lorca

### Obras para banda
- A José Manuel Romeu (2014), marcha mora
- A Vilafranca del Penedès (1985), sardana
- El Corte Inglés en València, en el su cuarenta aniversario (2011)
- Episodios sinfónicos (1988)
  - Canción de cuna
  - Destellos
  - Jota
- Espíritu Levantino (1976), suite sinfónica
- Espíritu valenciano (1977), suite sinfónica, gana el premio "Joan Senent Ibáñez". En tres partes: Meditación, Canción de cuna, Valencianía
- Moviments cíclics per a banda (1981)
- Paisajes valencianos (1973), poema sinfónico
- Sinfonía Valentina (2005), obra obligada de la Sección de Honor del Certámen Internacional de Valencia
- Suite migratoria (2008), obra obligada para el concurso de bandas de música de la Comunidad Valenciana de Cheste
- Tercer Milenio (2003). Premio Ciudad de Torrevieja. En tres partes: Nacimiento, Introducción y Habanera, Esplendor
- Tres secuencias sinfónicas (2005), obra obligada para el concurso de bandas de música de la Comunidad Valenciana, Cheste 2005
- Tríptic (2015)

Himnos A Santa Cecilia (1982), Al Cristo de la Fe de Paterna (1975), Al Cristo de la Piedad (1974), Falla El Charco de Catarroja (2012) con letra de Joan A. Alapont y Juan José Navarro, Himne de la Real Académia de Cultura Valenciana (2015), Trofeo S.M. la Reina (2012)
Pasodobles de concerto: A Navajas (1982), Ariadna Hernández (2004), Carmen Hernández (1971), Falla El Palmar (1976), Jaume Antón (1998), Joaquín Pedro (1973), Juan Lamas (2014), Pascual Cortés (1971)
Otros pasodobles: Carrer Major (1984), Catarroja (1974), Enrique Soriano (2005), Falla Doctor Serrano, Carlos Cervera i Clero (2006), Falla l'Albufera (1989), Félix Cano (2012), La Lira a Titaguas (1990), Lolerías (1998), Lucía Andrés (1996), Teulada en fiestas (1976)

### Escritos musicales
- Apuntes de Armonía. Primera parte: teoría y práctica (2a edición edición). Valencia: Piles. 2003. ISBN 9788495026620. (1a. ed. 2001)
- Apuntes de Armonía. Segunda parte: teoría y práctica. Valencia: Piles. 2002. ISBN 9788495026675. (2a. ed. 2003)
- Apuntes de Armonía. Tercera parte: teoría y práctica. Valencia: Piles. 2006. ISBN 8495026929.
- «L'Himne Regional complix cent anys». Llibret de la Falla Joan d'Aguiló-Av. Gaspar Aguilar i Adjacents: any 2009. València: la Falla. 2009. pp. 120-122.
- Lecturas. Repentización y transposición - 125 títulos - teoría y práctica. Valencia: Piles. 1991.
- Salvador Chuliá et al. La música a Catarroja, en Llibret '92 Catarroja: Flla La Albufera, 1992
- «La música de cámara y su entorno». Annals de la Reial Acadèmia de Cultura Valenciana. vol. LXIV (Segona època, número 74): 123-130. 1999.
- El poder de la música, capítol del llibre Fallas de Valencia València: Ayuntamiento, 2007
- Pons Server, Juan; Chuliá, Salvador (2013). Solfeo manuscrito. Valencia: Piles. ISBN 9788488548696. (otras ediciones 1991, 1994)